# 음악의 신 2
음악의 신 2는 이상민을 주인공으로 하는 Mnet의 페이크 다큐멘터리 예능 프로그램이다. 《음악의 신》의 두번째 시즌이다.

## 출연진
- 이상민
- 탁재훈
- 김가은
- 백영광
- 김지향
- 뮤지
- 진영
- 경리
- 이수민
- 김소희
- 윤채경
- 정진운

## C.I.V.A
C.I.V.A(씨아이브이에이)는 이 프로그램을 통해 결성된 가상의 걸 그룹이다. 이수민, 김소희, 윤채경으로 이루어져 있다. 2016년 7월 8일 싱글 "왜 불러"를 발매하였다. 이상민이 프로듀싱했던 걸 그룹 디바 보다 앞서 나가라는 뜻으로 D를 C 로 바꿔서 C.I.V.A 가 만들었다.

### 싱글
| 음반 정보                         | 트랙 리스트                                                                     |
| --------------------------------- | ------------------------------------------------------------------------------- |
| 왜 불러 - 발매일 : 2016년 7월 8일 | 1. 왜 불러 (Feat. 미료) 2. 왜 불러 (Clean Ver.) (Feat. 미료) 3. 왜 불러 (Inst.) |